# Ján Stempel
Ján Stempel (* 15. července 1959, Spišská Sobota) je český architekt slovenského původu, vysokoškolský pedagog na Fakultě architektury ČVUT v Praze, je autorizovaným architektem České komory architektů.

## Biografie
Absolvoval na Fakultě architektury Technické Univerzity v Budapešti (Budapesti Műszaki és Gazdaságtudományi Egyetem).
V letech 1984–1991 pracoval v ateliéru SIAL v Liberci. V letech 1991–2004 byl spolumajitelem architektonické kanceláře A.D.N.S. v Praze.
Podílel se na mnoha projektech novostaveb a rekonstrukcí doma i v zahraničí. V současnosti pracuje ve vlastní architektonické kanceláři Stempel & Tesar a vyučuje na fakultě architektury ČVUT. Dne 30. září 2011 jej rektor ČVUT Václav Havlíček jmenoval docentem pro obor architektura. V roce 2012 byl jmenován vedoucím Ústavu navrhování I. Dne 18. prosince 2014 byl na návrh Vědecké rady Českého vysokého učení technického v Praze jmenován profesorem pro obor architektura

## Realizace

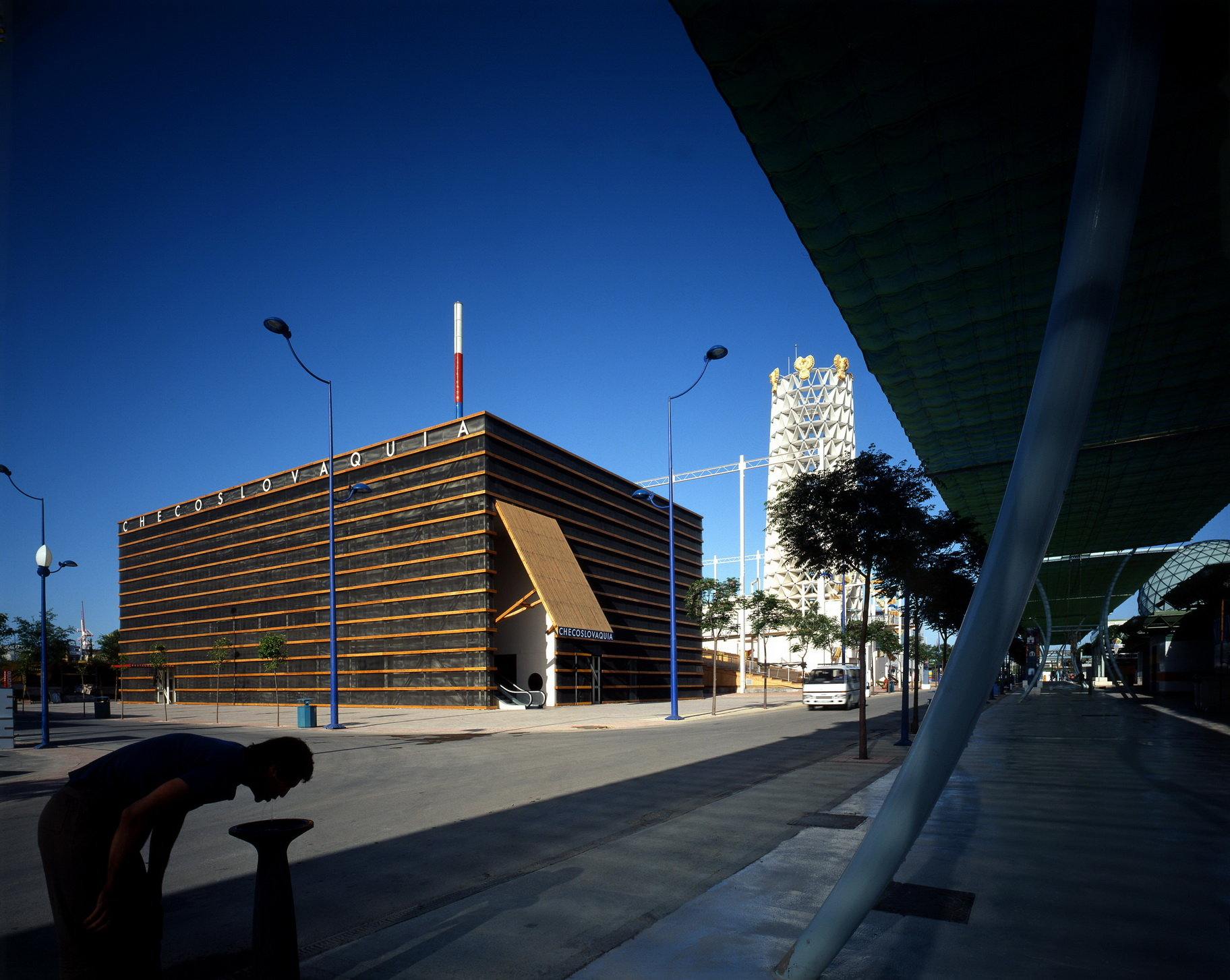
Československý pavilon na výstavě EXPO 1992 v Seville, spoluautor: Martin Němec
foto:Pavel Štecha

- 1991 Rekreační středisko Lipno (spoluautor F.Bielik)
- 1992 EXPO´92 - výstavní pavilon Sevilla Španělsko (M.Němec, F.Bielik, K. Novotný)
- 1994 Office centre Vinohrady - administrativní budova Praha 2 (spoluautoři A.D.N.S.)
- 1995 Česká pojišťovna Kolín (spoluautoři A.D.N.S.)
- 1995 ČSOB banka Anglická Praha (spoluautoři A.D.N.S.)
- 1995 Přestavba administrativní budovy Bělocerkevská Praha 10 (spoluautoři A.D.N.S.)
- 1997 Obecní dům - národní kulturní památky Praha 1 - Staré Město (spoluautoři A.D.N.S.)
- 1997 Depozitář NK – rekonstrukce Praha 10 - Hostivař (spoluautoři A.D.N.S.)
- 1998 IPS - rekonstrukce fasády a nástavba Praha 10 – Vršovice (spoluautoři A.D.N.S.)
- 1998 Černá růže - rekonstrukce obchodní pasáže Praha 1 - Nové Město(spoluautoři A.D.N.S.)
- 2000 Kongresové centrum a hotel Praha 4 - Pankrác (spoluautoři A.D.N.S.)
- 2000 Fotolab - průmyslová budova Praha 4 – Chodov (spoluautoři A.D.N.S.)
- 2000 Český Rozhlas - novostavba objektu Praha 2 - Vinohrady (spoluautoři A.D.N.S.)
- 2001 OMG Panorama - administrativní budova Praha 2 (spoluautoři A.D.N.S.)
- 2002 AB – Glöckner - administrativní budova Praha 4 - Pankrác (spoluautoři A.D.N.S.)
- 2003 Danube House - administrativní budova Praha 8 – Karlín (spoluautoři A.D.N.S. a KPF)
- 2006 Rekonstrukce zahrady a teras vily Traub v Praze Střešovicích (spoluautor L.Vogelová)
- 2006 Rodinný dům ve Zdibech
- 2006 Rodinný dům ve Vraném nad Vltavou
- 2007 Rodinný dům v Popovičkách I
- 2008 Rodinný dům v Popovičkách II
- 2008 Rodinný dům v Liberci
- 2009 Rodinný dům v Záhořanech
- 2009 Přístavba k obytnému domu v Praze Nuslích
- 2009 Rekonstrukce rodinné vily v Praze Na Žvahově (spoluautoři Stano Bachleda, Jan Tesař)
- 2010 Rodinný dům v Sobíně
- 2010 Rodinný dům v Hostivicích (spoluautor Jan Tesař)
- 2010 Rodinný dům v Letech u Dobřichovic (spoluautor Jan Tesař)

## Soutěže
- 1982 Zachovávání tradic lidových staveb v Maďarsku - 1.cena (Gy.Guczogi, A.Puhl)
- 1983 Přestavba vesnic Alföld v Maďarsku - 3.cena (spoluautor J.Viszlai)
- 1983 Bydlení pro mladé v Szombathely v Maďarsku - 1.cena (spoluautor J.Viszlai)
- 1983 A House for Today - odměna
- 1985 Lyžařské středisko Bakuriani na Kavkaze - 1.cena (K.Doubner, M.Masák, J.Patrný)
- 1987 Energeticky úsporné bydlení Pécs v Maďarsku - 3.cena (spoluautoři SIAL)
- 1987 Ledový palác v Bakuriani na Kavkaze - 1.cena (spoluautor J.Patrný)
- 1988 Mariánské Lázně - centrum (spoluautoři J.Kozák, M.Masák, M.Němec)
- 1988 Československý konzulát Šanghaj (spoluautoři E.Přikryl, M.Němec, T. Novotný)
- 1991 Hlavní nádraží Innsbruck Rakousko - zvláštní cena poroty (spoluautoři A.D.N.S.)
- 1991 Obytná čtvrť Linz Kleinmünchen Rakousko (spoluautoři A.D.N.S., A. Mandić)
- 1992 EXPO´92 - výstavní pavilon Sevilla - 1.cena (spoluautor M.Němec, P.Rezek)
- 1992 Střední škola Berlin Německo (spoluautoři A.D.N.S.)
- 2001 Řízení letového provozu - ATCC Praha – Jeneč (spoluautoři A.D.N.S.)
- 2001 Leipzig I - bytový dům Německo (spoluautoři A.D.N.S.)
- 2002 Riverside Bratislava Slovensko, (spoluautoři A.D.N.S.)
- 2003 Budova centrály ČSOB administrativní budova Praha 5 - Radlice(spoluautoři A.D.N.S.)
- 2004 Lipsko 2012 - olympijská vesnice - urbanistická studie Německo (spoluautoři A.D.N.S.)
- 2010 Smuteční síň do Roudnice nad Labem - 3.cena (spoluautor Jan Tesař)

## Publikace
- 1982 SIAL (editor), Budapest : Bercsény 28-30
- 2006 Česká architektura 2004–2005 (autor výběru staveb), Praha : Prostor, ISBN 80-903257-8-5
- 2006 České bydlení – Domy, 77 rodinných domů z let 1989–2006, (kolektiv autorů), Praha : Prostor, ISBN 80-903257-9-3
- 2009 Architecture V4 1990–2008 (editor) Kant, ISBN 978-80-7437-000-7
- 2012 99DOMŮ (kolektiv autorů), Praha : Kant, ISBN 978-80-7437-078-6
- 2014 Czech Houses (kolektiv autorů), Praha : Kant, ISBN 978-80-7437-140-0
- 2014 Ján Stempel - projekty a realizace (autor), Praha : Kant, ISBN 978-80-7437-121-9
- 2016 STEMPEL, Ján, Jiří Mráz, Jiří Plos, Jan Tesař, Jan Žemlička. 99 domů. Praha: Kant, 2016. 428 s. Dostupné v archivu pořízeném dne 2016-11-06. ISBN 978-80-7437-078-6. Archivováno 6. 11. 2016 na Wayback Machine.

## Výstavy
- Stempel & Tesař: Rodinné domy, Galerie Jaroslava Fragnera, Praha, 11. leden - 17. únor 2019[3]

## Galerie

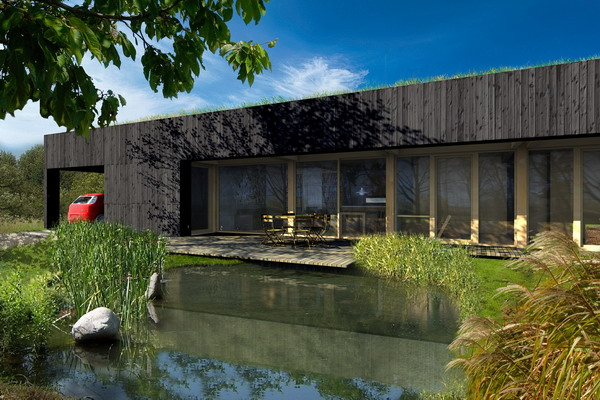
Ján Stempel a Jan Jakub Tesař: Rodinný dvojdům, Unhošť, 2011
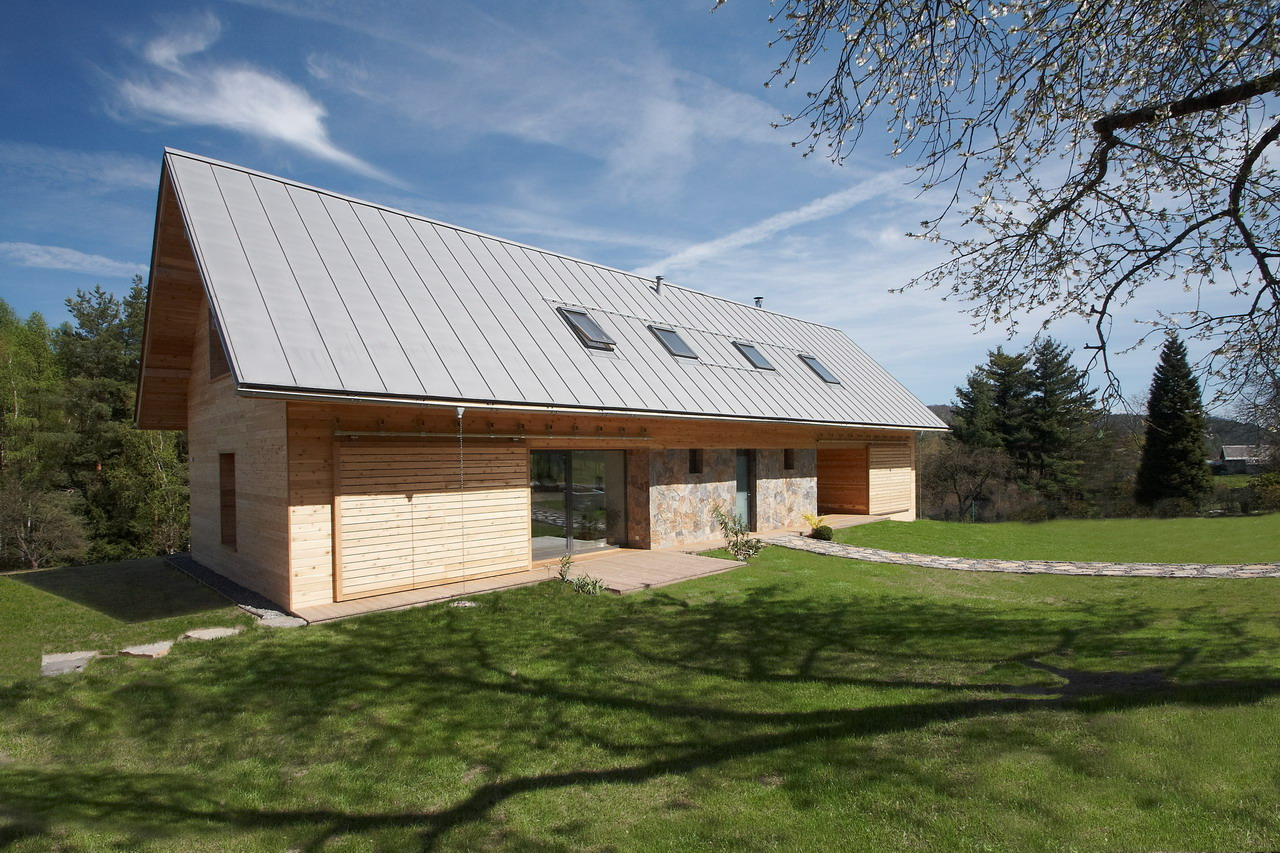
Ján Stempel a Jan Jakub Tesař: Rodinný dvojdům, Český ráj, 2012
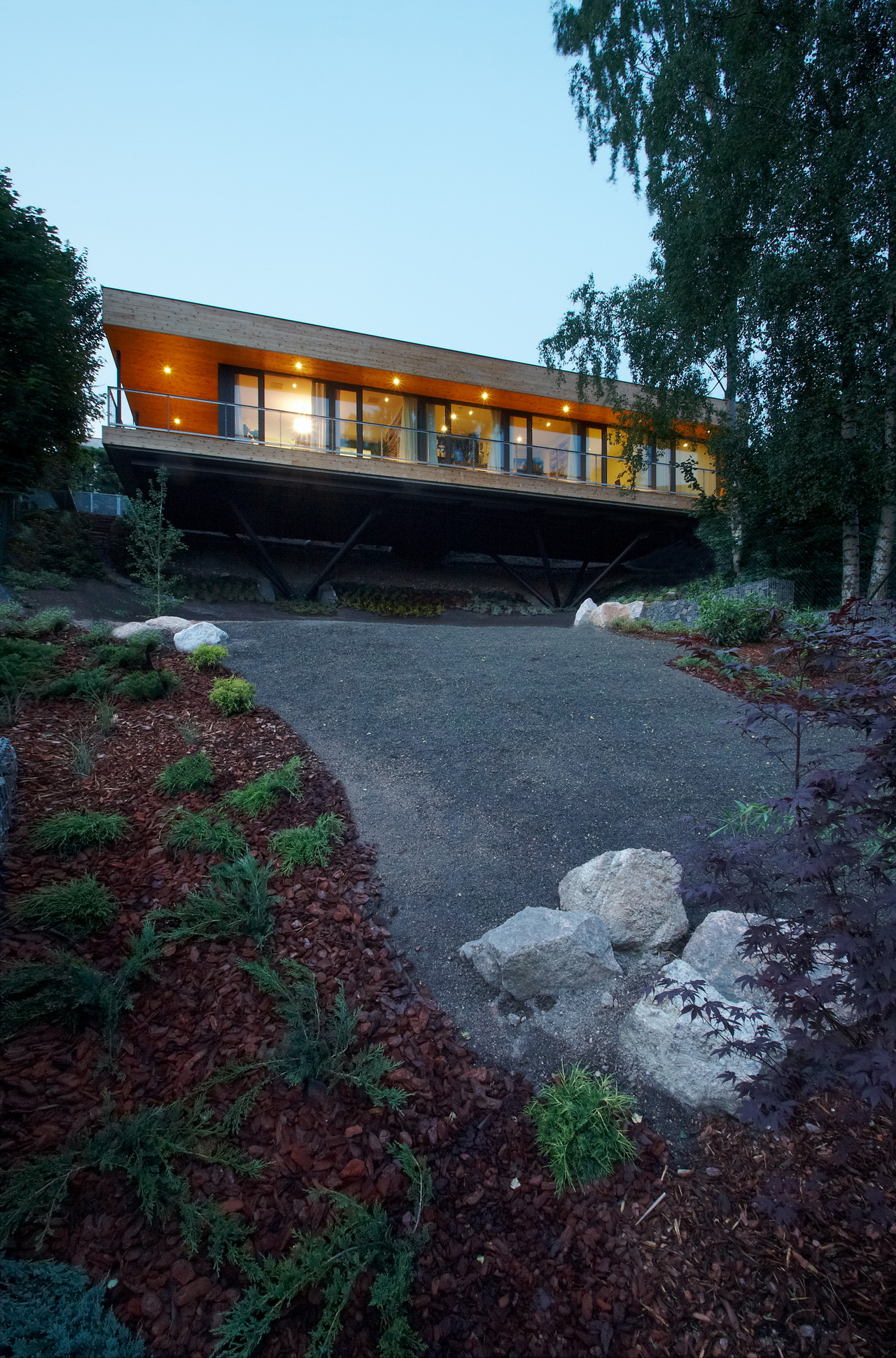
Ján Stempel a Jan Jakub Tesař: Rodinný dům, Mšeno, 2013